# Mađarski šahovski savez
Mađarski šahovski savez (mađ.: Magyar Sakkszövetség), krovno tijelo športa šaha u Mađarskoj. Sjedište je u Budimpešti, ul. Falka Mikse 10. Osnovan je 1921. i član je FIDE od 1924. godine. Član je nacionalnog olimpijskog odbora. Mađarska pripada europskoj zoni 1.4. Predsjednik je László Szabó (ažurirano 21. listopada 2019.).

## Vanjske poveznice
- Službene stranice